# Arsenolamprit
Arsenolamprit, auch als schwarzes Arsen sowie bergmännisch Arsenglanz oder auch Arsenik-Glanz bekannt, ist ein sehr selten vorkommendes Mineral aus der Mineralklasse der „Elemente“. Das Mineral besteht chemisch gesehen aus reinem Arsen beziehungsweise eine allotrope Modifikation von diesem, das metastabil im orthorhombischen Kristallsystem kristallisiert. Natürlicher Arsenolamprit kann allerdings bis zu 3 % Bismut enthalten.
Arsenolamprit ist undurchsichtig und entwickelt meist nadelige oder blättrige bis dicktafelige Kristalle, aber auch radialstrahlige oder massige Mineral-Aggregate. In frischem Zustand ist das Mineral zunächst grauweiß und weist einen starken metallischen Glanz auf. Durch Verwitterung überzieht es sich allerdings allmählich mit einer mattschwarzen Kruste.

## Etymologie und Geschichte
Erstmals erwähnt wird das Mineral unter der Bezeichnung Arsenglanz beziehungsweise Arsenik Glanz (siehe auch Glanze) in der von August Breithaupt 1823 publizierten Vollständigen Charakteristik des Mineral-Systems, die jedoch nur eine kurze Beschreibung der Farbe und Kristallform enthält.
Vollständig beschrieben wird das Mineral erst 1886 durch Carl Hintze, der sich dabei unter anderem auf Proben aus der „Grube Palmbaum“ bei Gehringswalde im Erzgebirgskreis bezieht, die schon durch Breithaupt analysiert wurden. Diese gilt daher als erster Fundort für Arsenolamprit und damit Typlokalität. Hintze stellt fest, dass es sich bei diesem Mineral um eine allotrope Modifikation ähnlich der von Graphit und Diamant handelt und schlägt als neue Bezeichnung Arsenolamprit vor, in Anlehnung an seinen Chemismus und seinen auffällig starken Metallglanz (griechisch: λαμπρός [lampros] für glänzend).
Ein Aufbewahrungsort für das Typmaterial des Minerals ist nicht dokumentiert.
Da der Arsenolamprit bereits lange vor der Gründung der International Mineralogical Association (IMA) bekannt und als eigenständige Mineralart anerkannt war, wurde dies von ihrer Commission on New Minerals, Nomenclature and Classification (CNMNC) übernommen und bezeichnet den Arsenolamprit als sogenanntes „grandfathered“ (G) Mineral. Die seit 2021 ebenfalls von der IMA/CNMNC anerkannte Kurzbezeichnung (auch Mineral-Symbol) von Arsenolamprit lautet „Asl“.

## Klassifikation
Bereits in der veralteten 8. Auflage der Mineralsystematik nach Strunz gehörte der Arsenolamprit zur Mineralklasse der „Elemente“ und dort zur Abteilung „Halbmetalle und Nichtmetalle“, wo er gemeinsam mit Antimon, Arsen, Bismut, Weißer Phosphor und Stibarsen in der „Arsen-Reihe“  mit der Systemnummer I/B.01 steht.
Im zuletzt 2018 überarbeiteten „Lapis-Mineralienverzeichnis“, das sich im Aufbau noch nach der alten Form der Systematik von Karl Hugo Strunz richtet, erhielt das Mineral die System- und Mineralnummer I/B.01-050. In der „Lapis-Systematik“ entspricht dies ebenfalls der Abteilung „Halbmetalle und Nichtmetalle“, wo Arsenolamprit zusammen mit Antimon, Arsen, Bismut, Paradocrasit, Pararsenolamprit und Stibarsen die „Arsengruppe“ mit der Systemnummer I/B.01 bildet.
Auch die von der International Mineralogical Association (IMA) zuletzt 2009 aktualisierte 9. Auflage der Strunz’schen Mineralsystematik ordnet den Arsenolamprit in die Klasse der „Elemente“ und dort in die Abteilung „Halbmetalle (Metalloide) und Nichtmetalle“ ein. Diese ist allerdings weiter unterteilt nach verwandten Element-Familien, so dass das Mineral entsprechend seiner Zusammensetzung in der Unterabteilung „Arsengruppen-Elemente“ zu finden, wo es zusammen mit Pararsenolamprit die „Arsenolamprit-Gruppe“ mit der Systemnummer 1.CA.10 bildet.
In der vorwiegend im englischen Sprachraum gebräuchlichen Systematik der Minerale nach Dana hat Arsenolamprit die System- und Mineralnummer 01.03.02.01. Dies entspricht ebenfalls der Klasse und gleichnamigen Abteilung „Elemente“. Hier findet er sich innerhalb der Unterabteilung „Elemente: Halbmetalle und Nichtmetalle“ in einer unbenannten Gruppe mit der Systemnummer 01.03.02, in der auch Pararsenolamprit eingeordnet ist.

## Kristallstruktur
Arsenolamprit kristallisiert orthorhombisch in der Raumgruppe Bmeb (Raumgruppen-Nr. 64, Stellung 6) mit den Gitterparametern a = 3,63 Å; b = 4,45 Å und c = 10,96 Å sowie 8 Formeleinheiten pro Elementarzelle.

## Bildung und Fundorte
Arsenolamprit bildet sich hydrothermal auf Erzgängen sowie in Calcit-Adern (Deutschland) und Adern in Karbonatgesteinen (Tschechien). Als Begleitminerale können unter anderem gediegen Arsen, Bismut und Silber, die Arsensulfide Auripigment und Realgar sowie als weitere Sulfide bzw. Arsenide Emplektit, Galenit, Löllingit, Pyrit, Safflorit und Sternbergit auftreten.
Als seltene Mineralbildung konnte Arsenolamprit nur an wenigen Fundorten nachgewiesen werden, wobei weltweit bisher rund 30 Fundorte dokumentiert sind (Stand: 2024). Neben seiner Typlokalität „Grube Palmbaum“ trat das Mineral in Deutschland noch in der „Grube Vater Abraham“ bei Lauta im sächsischen Erzgebirge, in den Gruben „Sophia“, „Johann“ und „Anton“ bei Wittichen in Baden-Württemberg, im Steinbruch „Fuchs“ an der Hartkoppe bei Sailauf im bayerischen Spessartgebirge sowie der Amphibolit-Steinbruch bei Abtsteinach-Mackenheim und der Steinbruch „Glasberg“ bei Nieder-Beerbach in Hessen auf.
In Österreich konnte Arsenolamprit bisher nur an der Zinkwand bei Schladming im Bezirk Liezen gefunden werden. Ein zweiter, jedoch nicht gesicherter Fundort ist das kleine Bergwerk „Samer“ nahe der Katastralgemeinde Kothgraben/Reisstraße in der Steiermark.
Der einzige bisher bekannte Fundort in der Schweiz ist die „Grube Lengenbach“ im Binntal (Kanton Wallis).
Weitere bisher bekannte Fundorte sind die „Plaka Minen“ nahe der griechischen Gemeinde Lavrio, Alto Ligonha (Muiâne Pegmatite) in der Provinz Zambezia in Mosambik und die Lagerstätte „Screamer“ im Eureka County im US-Bundesstaat Nevada.